# Kolangarān
Kolangarān (persiska: کلنگران) är en ort i Iran.   Den ligger i provinsen Gilan, i den norra delen av landet, 210 km nordväst om huvudstaden Teheran. Kolangarān ligger 12 meter över havet och antalet invånare är 239.
Terrängen runt Kolangarān är platt åt nordväst, men åt sydost är den kuperad. Terrängen runt Kolangarān sluttar norrut.Runt Kolangarān är det ganska tätbefolkat, med 155 invånare per kvadratkilometer. Närmaste större samhälle är Lāhījān, 10,8 km öster om Kolangarān. Trakten runt Kolangarān består till största delen av jordbruksmark.